# Голубянка торфяниковая
Голубянка торфяниковая или голубянка торфяная (Agriades optilete) — вид бабочек из семейства голубянки.

## Этимология латинского названия
Optilete (с латинского, дословно) — глазчатая. Прозвище богини Афины.

## Описание

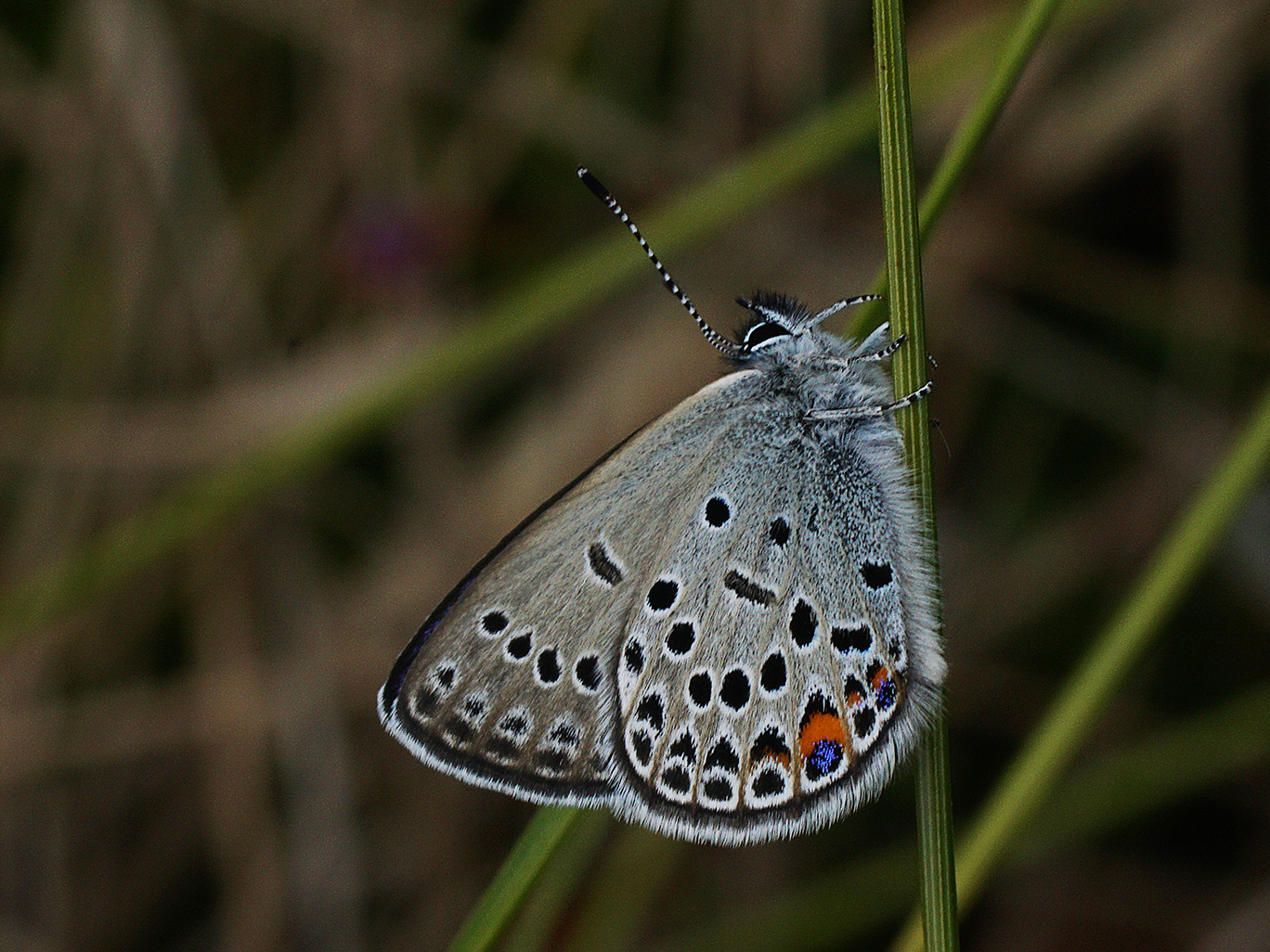
Нижняя сторона крыльев самца

Длина переднего крыла 10—15 мм. Верхняя сторона крыльев темная, сине-фиолетовая у самца и темно-коричневая у самки. Нижняя сторона крыльев серая с крупными черными пятнами — у самок и самцов одинаковая. У заднего края задних крыльев находится одно или два красно-синих пятна.

## Ареал
Северная, Центральная и Восточная Европа, Сибирь на восток до Тихого океана, Монголия, Корея, Япония, северо-запад Северной Америки.
На Украине достоверно известен с территории Харьковской, Сумской, Волынской, Киевской, Львовской, Ровненской, Житомирской и Черниговской областей. Встречается в Карпатах на высотах от 600 до 1200 м н.у.м. Ранее также приводился для Черновицкой и Хмельницкой областей.
Обычен в Восточной Норвегии и Финляндии, нередко встречается в Прибалтике. В Польше обитает повсеместно, но локален. В Белоруссии распространен по всей территории республики, в характерных местах обитания довольно обычен.
Обитает в тундре и лесотундре. В тайге населяет мохово-кустарничковые сообщества болот. В лесном поясе обитает в торфяниках, верховых болотах, сосняках, заболоченных сосновых лесах, белоусниковые луга, черничники в хвойных лесах. На Кольском полуострове обитает в разных типах тундр. Наиболее многочислен вид по заболоченным мохово-кустарничковым участкам в тундрах.

## Биология
Развивается на протяжении года в одном поколении. Время лёта — с начала июня до конца июля. Самки откладывают яйца по одному на листья, цветки или стебли кормовых растений. Кормовые растения: черника, клюква, голубика, Vaccinium. Стадия яйца — 4—6 дней. Молодые гусеницы скелетируют молодые листья, в более старших возрастах — питаются цветками, завязями, ягодами и листьями. Зимуют гусеницы. Окукливаются в мае среди мхов вблизи поверхности почвы.